# Szajbély Mihály
Szajbély Mihály (Budapest, 1952. november 27.) irodalomtörténész, a Szegedi Tudományegyetem egyetemi tanára, a Magyar Tudományos Akadémia doktora; az MTA köztestületi tagja. Az MTA tudományos- és munkabizottságai közül tagja az Irodalom- és Kultúratudományi és a Kommunikáció- és Médiatudományi Osztályközi Állandó Bizottságnak, és a Sajtótörténeti Munkabizottságnak. 2022-ben Szeged város díszpolgári címmel tüntette ki. Főbb kutatási területei a 19. és 20. század magyar irodalma, a vajdasági magyar irodalom története, sajtó- és médiatörténet, az irodalom médiatörténete, valamint a hangjáték médiatörténete és műfaji problémái.

## Pályája
Egyetemi tanulmányait a szegedi József Attila Tudományegyetem Állam- és Jogtudományi Karán kezdte 1971-ben, irodalom iránti érdeklődése azonban erősebb volt, így 1972-ben átiratkozott a Bölcsészettudományi Karra. 1977-ben szerzett magyar nyelv és irodalom szakos középiskolai tanári diplomát „Speciális magyar irodalomtörténeti és irodalomelméleti képzésben részesült” bejegyzéssel. Mesterei között olyan tanárszemélyiségek szerepeltek, mint Csetri Lajos, Lukácsy Sándor, Szörényi László, akik nagy hatással voltak későbbi pályafutására. Egyetemi évei alatt a legendás avantgarde rendező, Paál István vezette Szegedi Egyetemi Színpad tagja volt.
1979-től egyetemi doktor, 1986-ban az irodalomtudományok kandidátusa lett, 1999-ben habilitált, 2004-től a Magyar Tudományos Akadémia doktora. 1977-től a József Attila Tudományegyetem, majd jogutódja, a Szegedi Tudományegyetem oktatója. 1993 óta vezeti a Szegedi Tudományegyetem Irodalomtudományi Doktori Iskola Klasszikus magyar irodalom programját. Aktív és sikeres témavezető: 1991 óta tizennégyen szereztek doktori fokozatot szakmai irányításával; jelenleg is több doktori hallgató témavezetője.
1988 és 1992 között a Bécsi Egyetem vendégtanára. 1998-ban a berlini Humboldt Egyetem vendégtanára, majd 2005 és 2007 között professzora, a Seminar für Hungarologie megbízott tanszékvezetője.
A Szegedi Tudományegyetem Bölcsészet- és Társadalomtudományi Karán 1992-től 2002-ig, illetve 2012-től 2014-ig a Klasszikus Magyar Irodalmi Tanszék vezetője; a Kommunikáció- és Médiatudományi Tanszék alapítója, 2002-től 2014-ig vezetője; 2010 és 2013 között a Magyar Nyelvi és Irodalmi Intézet vezetője; 2014-től 2017-ig a Szegedi Tudományegyetem Bölcsészet- és Társadalomtudományi Karának dékánja.
Több szakmai közösség és kutatócsoport aktív tagja. Dávidházi Péterrel és S.Varga Pállal közösen alapították 1994-ben a Vetésforgót, a klasszikus magyar irodalmi tanszékek, valamint a klasszikus magyar irodalom kutatóinak vándorkonferenciáját, amely az azóta eltelt évtizedekben intézménnyé vált: keretet és közeget kínál a legfiatalabb kutatók szakmai szocializációjához; a generációk és intézmények közötti szakmai párbeszédhez.
Pályafutása során számos kutatási programot és kutatócsoportot irányított: 2000 és 2003 között a „XVIII–XIX. századi kéziratos szövegek filológiai, textológiai feldolgozása és az irodalomtörténet-írás módszertanának megújítása néhány irodalomelméleti iskola eredményeinek adaptálásával” című kutatást, míg 2002 és 2005 között „A XIX. századi magyar irodalom és művelődéstörténet elfeledett forrásai (Digitális szöveggyűjtemény)” című kutatást vezette. 2007 óta a Debreceni Egyetem Magyar Irodalom- és Kultúratudományi Intézet vezetésével működő Magyar Irodalmi Textológiai Kutatócsoport szegedi konzorciumi csoportvezetője. Jelenleg a 2019 óta OTKA támogatással működő „Történetek a magyar irodalom médiatörténetéből” kutatási program vezetője.
Tanulmányai magyar, német és szerb nyelven jelentek meg.

## Főbb könyvei, monográfiái
A nemzeti narratíva szerepe a magyar irodalmi kánon alakulásában Világos után című monográfiája a szerző 2004-ben megvédett akadémiai doktori értekezéséből született, és magyar nyelven először tett kísérletet az irodalom 19. századi kikülönülésének rendszerelméleti alapú leírására. A könyv első három, a korszakolás, a kanonizáció és a modern nemzettudat kialakulásának kérdését tárgyaló fejezete egyúttal bevezeti és értelmezi azokat a luhmanni fogalmakat és modelleket (autopoiézis, kód, strukturális mozgókapcsolat, megfigyelés, önmegfigyelés, önleírás), amelyekkel a szerző az 1849 utáni bő három évtized alakulástörténetét újszerűen értelmezi. A monográfia kitüntetett figyelmet szentel az irodalom önleírásának, amely az irodalomrendszer kikülönülésének talán legfontosabb bizonyítéka. Az intézményesülés, az autopoietikus rendszer önállóságát stabilizáló folyamat egyes állomásait vizsgáló esettanulmányok Gyulai Pál programalkotó és irodalomszervező tevékenységén túl az irodalmi Deák-párt és Csengery Antal, Vajda János, Arany János szövegeinek az olvasatain keresztül a Pesti Napló, a Figyelő, a Kisfaludy Társaság, az Akadémia, az Írók Segélyegylete programjának és szerepének vizsgálatára terjednek ki.
A Jókai Mór című monográfia Jókai-szövegek közvetlen kortársi befogadását és mediális környezetét elemzi. A pályakép ismertetése során az író publikációs gyakorlatára jellemző folytatásos regények struktúráját, piaci működését, esztétikai sajátosságait és a hozzájuk társuló befogadói stratégiákat veszi górcső alá. Fő tézise, hogy „Jókai nem egyszerűen író volt, még csak nem is egyszerűen kalandregényíró, hanem újságokba író kalandregényíró”. Szajbély egyik meghökkentő állítása, hogy Jókai művei – folytatásos regényként – az elektronikus médiumokat megelőző tömegsajtó korának szappanoperái voltak. Ez a populáris műfaji keret azonban nem minősíthető egyúttal értéktelennek is: „éppen úgy fel lehetett tölteni jól vagy rosszul, mint bármi mást.” A médiatörténeti szempontú pályakép másrészről a Jókai-szövegekben megjelenő archaikus elbeszélésformákra, különösen a mese és a mítosz alakzataira fókuszál; melyeknek lényege, hogy jó és rossz örök – csodás elemekkel tarkított – küzdelmét mutatják be; emellett könnyen kapcsolatot teremtenek az olvasóval, mert általuk leegyszerűsítve, de érthetően, fölfoghatóan mutatkozik meg a világ. Jókai sikerének egyik kulcsa éppen ezen formák mesteri alkalmazásában – megszüntetve megőrzésében – rejlik: „úgy őrizte meg a mese egyszerű formájának sablonját, hogy a mítosz egyszerű formáját fölérendelve egyben meg is szüntette azt – megőrzésével közönséget, megszüntetésével színvonalat biztosított az 1850-es esztendő során született írásainak.” A monográfia abban is fordulatot hozott, hogy a korai, pályakezdő novellákat visszahelyezte az irodalomtörténeti érdeklődés fókuszába, azt bizonyítva, hogy ez a szövegkorpusz is érdemes az utókor figyelmére.
A homokvárépítés öröme: Irodalomtörténeti tanulmányok című kötet tizennégy, 2003 és 2014 között megjelent tanulmányt tartalmaz. Szemléleti nyitottságát már a könyv címe is mutatja, hiszen homokra építeni mindig azzal a kockázattal jár, hogy az arra felhúzott „objektum” bármikor összeomolhat. A szerző mégis vállalja ezt a kockázatot, a végeredmény pedig egy, néha szokatlan nézőpontokat felvillantó, de minduntalan a tanulmányíró kreativitásáról meggyőző, izgalmas tanulmánygyűjtemény, amelyben jól megfér egymással klasszikus és modern, kortárs és „kötelező” szerző. Ez a fajta „szinoptikus” látásmód új megvilágításba helyezi Jókai Mór, Kemény Zsigmond, Csáth Géza, Tolnai Ottó, Darvasi László, Ottlik Géza és Bodor Ádám szövegeit. A Bevezető az irodalom történetét így határozza meg: „Az irodalom története nem más, mint komplexitás-redukciók eredményeként létrejött és időlegesen kanonizálódott elbeszélések összessége.”
A Csáth Géza élete és munkái: Régimódi monográfia Szajbély Mihály második monográfiája Csáth Géza életművéről. A „régimódi monográfia” azokra a kultúr- és irodalomtörténeti fejleményekre reflektál, amelyek az utóbbi évtizedekben gazdagították a Csáth-recepciót, és amelyek között fontos szerepet töltenek be a Csáth életműkiadás szintén Szajbély Mihály által szerkesztett kötetei. A filológusi pontosságot tükröző terjedelmes jegyzetapparátuson, valamint a felhasznált tényanyagon túl a monográfus a novellák keletkezéstörténetét, illetve a variánsokat is elemzésének látókörébe vonja. A „régimódi monográfia” egyszerre életrajz és az életmű értelmezése. Különös érdeme, hogy miközben a Csáth-filológiát új tudományos eredményekkel gazdagítva helyezi új alapokra, olvasmányosan vezeti végig a befogadót Csáth Géza életén és munkásságán. (Azt is megtudhatjuk például, hogy Brenner Józsefnek az olajos káposzta volt a kedvenc étele gyerekkorában.) A szerző igen gazdag forrásanyagot vonultat fel: Csáth irodalmi, zenei, képzőművészeti és újságírói-kritikusi munkásságát egyaránt figyelembe véve világítja meg töredékes életművét és a tragédiával végződő életét. A monográfia így válik az életmű méltó összegzésévé, amely óhatatlanul megköveteli annak korszerű újraolvasását.

## Művei
- Egy elmebeteg nő naplója. Csáth Géza ismeretlen orvosi tanulmánya, s. a. r. Szajbély Mihály; előszó Mészöly Miklós, Bp., Magvető, 1978 (Magyar tallózó)
- Egy elmebeteg nő naplója. Csáth Géza elfeledett orvosi tanulmánya, (második kiadás), s. a. r. Szajbély Mihály; előszó Mészöly Miklós, Bp., Magvető, 1987
- Jósika Miklós, „Idegen, de szabad hazában”, szerk., előszó Kokas Károly, Szajbély Mihály; vál., kiad., jegyz. Deák Ágnes, Gerhát Ágnes, Gilbert Edit, Joó Judit, Kokas Károly, Szajbély Mihály, Takács József; ford. Gerhát Ágnes, Hernádi Zsófia, Bp., Szépirodalmi, 1988
- Csáth Géza, Bp., Gondolat, 1989 (Nagy Magyar Írók)
- Freiheitsgespräche entlang einer Strasse / Szabadságbeszélgetések egy út mentén, hrsg./szerk. Seidler Andrea, Szajbély Mihály, Graz, Droschl, 1991
- Ányos Pál. 1756–1784, szerk. Géczi János; levelek szöveggond. Szajbély Mihály, Veszprém, Művészetek Háza, 1994 (Vár Ucca Tizenhét)
- Csáth Géza, Mesék, amelyek rosszul végződnek. Összegyűjtött novellák, s. a. r., utószó Szajbély Mihály, Bp., Magvető, 1994
- Rózsaszín flastrom. Beszélgetések vajdasági írókkal, szerk., utószó Szajbély Mihály, Szeged, JATE Szláv Filológiai Tanszék, 1995
- Csáth Géza, Rejtelmek labirintusában. Összegyűjtött esszék, tanulmányok, újságcikkek, s. a. r., utószó Szajbély Mihály, Bp., Magvető, 1995
- Csáth Géza, Az életet nem lehet becsapni. Összegyűjtött színpadi művek, s. a. r., utószó Szajbély Mihály, Bp., Magvető, 1996
- Álmok álmodói. Irodalomtörténeti tanulmányok, Bp., Magvető, 1997
- Csáth Géza, Fej a pohárban. Napló és levelek 1914–1916, s. a. r., utószó Dér Zoltán, Szajbély Mihály, Bp., Magvető, 1997
- Csáth Géza, Egy elmebeteg nő naplója. Összegyűjtött elmeorvosi tanulmányok, s. a. r. Szajbély Mihály, Bp., Magvető, 1998
- Mesterek, tanítványok. Ünnepi tanulmánykötet a hetvenéves Csetri Lajos tiszteletére, szerk. Szajbély Mihály, Bp., Magvető, 1999
- Jósika Miklós emlékkönyv. In memoriam Miklós Jósika, szerk. Szajbély Mihály; magyar szöveget s. a. r. Devescovi Balázs, Keresztúrszki Ida, Tóth Benedek; flamand ford. Hannie Hermán-Mostert, Rebekka Hermán-Mostert, Jaan M. Hermán, Henry Kammer; francia ford. Joélle Defeuilly, Kún Miklós András; német ford. Baranyai Zsolt; flamand szöveget s. a. r. Kassai Melinda; francia szöveget s. a. r. Gyimesi Tímea, Bp., Széphalom Könyvműhely, 1999 (Jósika Miklós és az 1848-as emigráció I.)
- Jósika Miklós, Brüsszeli tárcalevelek és más írások, szerk. Szajbély Mihály; s. a. r., jegyz. Csapi Attila, Devescovi Balázs, Gere Zsolt, Keresztúrszki Ida, Nyári Gábor, Solymosy Boglárka, Tóth Benedek; utószó Tóth Benedek, Bp., Széphalom Könyvműhely, 2000 (Jósika Miklós és az 1848-as emigráció II.)
- Csáth Géza, A muzsika mesekertje. Összegyűjtött írások a zenéről, s. a. r. Szajbély Mihály; utószó Rákai Orsolya, Bp., Magvető, 2000
- "Idzadnak a' magyar tollak". Irodalomszemlélet a magyar irodalmi felvilágosodás korában, a 18. század közepétől Csokonai haláláig, Bp., Akadémiai–Universitas, 2001 (Irodalomtudomány és kritika)
- Csáth Géza. A varázsló halála, vál., szerk. Szajbély Mihály, Bp., Nap Kiadó, 2004 (In memoriam és Emlékezet)
- A nemzeti narratíva szerepe a magyar irodalmi kánon alakulásában Világos után, Bp., Universitas, 2005
- Csetri Lajos, Amathus. Válogatott tanulmányok I–II., vál., szerk., előszó Szajbély Mihály, Zentai Mária, Bp., L'Harmattan, 2007 (Ligatura)
- Intermediális randevúk a 19. században. Arany, Kemény, Jókai & Co. (Exkurzus: Fényképíró úr Nádas Péter), Pécs, Pro Pannonia Kiadói Alapítvány, 2008 (Thienemann-előadások 3.)
- Jókai Mór, Pozsony, Kalligram, 2010 (Magyarok Emlékezete)
- Csáth Géza, "Méla akkord: hínak lábat mosni". Naplófeljegyzések 1897–1904, s. a. r. Molnár Eszter Edina, Szajbély Mihály; utószó Szajbély Mihály, Bp., Magvető–PIM, 2013
- A homokvárépítés öröme. Irodalomtörténeti tanulmányok, Szeged, JATEPress, 2016
- Csáth Géza, Úr volt rajtam a vágy. Naplófeljegyzések és visszaemlékezések 1906–1914, s. a. r. Molnár Eszter Edina, Szajbély Mihály; utószó Szajbély Mihály, Bp., Magvető, 2016
- Csáth Géza, Sötét örvénybe süllyedek. Naplófeljegyzések és visszaemlékezések 1914–1919, s. a. r. Molnár Eszter Edina, Szajbély Mihály; utószó Molnár Eszter Edina, Bp., Magvető, 2017
- Csáth Géza élete és munkái. Régimódi monográfia, Bp., Magvető, 2019
- Smaragd asztal. Csáth Géza válogatott levelezése, s. a. r. Molnár Eszter Edina, Szajbély Mihály, Bp., Magvető, 2020
- Janikovszky Éva, Naplóm. 1938–1944 (bővített kiadás), szerk. Dóka Péter; bővített kiad. szerk. Szajbély Mihály; előszó Janikovszky János; utószó Dési János, Bp., Móra Könyvkiadó, 2021

## Fordítói munkássága
Szajbély Mihály fordította le az osztrák Werner Schwab 1991-es Népirtás, avagy nem funkcionál a májam (Volksvernichtung oder meine Leber ist sinnlos) című radikális komédiáját. Magyarországon először a budapesti József Attila Színház Aluljárójában volt látható Gaál Erzsébet rendezésében (bemutató: 1995. október 1.). A Miskolci Nemzeti Színház Földi László rendezésében (bemutató: 2002. április 28.), illetve az Újvidéki Színház Sorin Militaru rendezésében (bemutató 2010. november 5.) is színre vitte, legutóbb pedig a székesfehérvári Vörösmarty Színház társulata mutatta be Pisztácia és mogyoró címmel, Zsótér Sándor rendezésében (bemutató: 2021. október 16.)

## Díjak, kitüntetések
- Országos Tudományos Diákköri Konferencia, kiemelt díj (1977)
- Országos Tudományos Diákköri Konferencia, első díj (1977)
- Akadémiai Kiadó Kritikusi Nívódíja (1981)
- Akadémiai Kiadó Kritikusi Nívódíja (1985)
- Martinkó András-díj (1999)
- Szegedért Emlékérem (2018)
- SZTE Pro Universitate Díj (2018)
- Artisjus Irodalmi Díj (tanulmány kategória) (2020)
- SZTE Év Kutatója Elismerő Oklevél (2020)
- Komlós Aladár-díj (2021)
- Szeged város díszpolgára (2022)